# Ресторан Пролеће (Београд)
Ресторан Пролеће је популарни ресторан домаће кухиње отворен 1950. године у центру Београда, на углу улица Вука Караџића и Царице Милице. Од 1962. године налази се под управом предузећа „Варош капија“, које је настало удруживањем већег броја угоститељских објеката.
Ресторан је реновиран 1979. године и од тада има свој препознатљиви идентитет. Красе га опуштена атмосфера и традиционална кухиња.

## Историја
На месту на којем се отворен ресторан некада се налазила џамија. Тај део града називао се Варош-капија по једној од четири капије кроз коју се улазило у Београдску варош. Капија је срушена 1862. године. Варош-капија обухвата део града који се спушта према Бранковој улици, а омеђена је Обилићевим и Косанчићевим венцем, као и Поп Лукином улицом. У том делу града налазило се мноштво лагума у којима се чувала роба довожена у пристаниште на Сави, које је становништво користило као склоништа за време Другог светског рата.

## Гости ресторана
Због посебне, опуштене атмосфере ресторан је био стециште многих писаца, сликара, глумаца, спортиста, научнихрадника и политичара.
Међу њима су били Петар Краљ, Момо Капор, Мића Поповић, Милован Витезовић, Мухарем Баздуљ и др.